# La Chaussée-d’Ivry
La Chaussée-d’Ivry ist eine französische Gemeinde mit 1.307 Einwohnern (Stand 1. Januar 2022) im Département Eure-et-Loir in der Region Centre-Val de Loire. Sie gehört zum Arrondissement Dreux und zum Kanton Anet.

## Geografie
La Chaussée-d’Ivry liegt gut 70 Kilometer westlich von Paris, 32 Kilometer südöstlich von Évreux und 20 Kilometer nordnordöstlich von Dreux. An der Ostgrenze von La Chaussée-d’Ivry fließt die Eure, die die Gemeinde vom Département Eure trennt.

## Bevölkerungsentwicklung
| Jahr      | 1800 | 1831 | 1881 | 1911 | 1962 | 1990 | 2018 |
| Einwohner | 397  | 390  | 484  | 536  | 470  | 965  | 1189 |

## Sehenswürdigkeiten

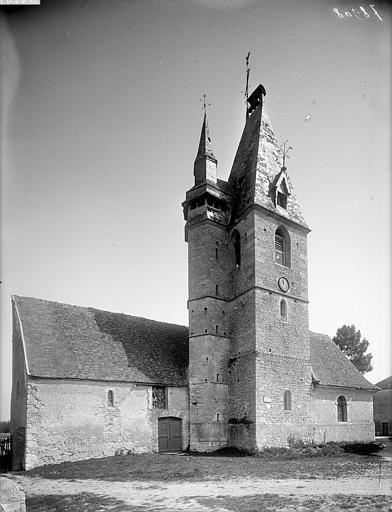
Kirche Saint-Blaise vor 1925

- Kirche Saint-Blaise mit Ursprung im 12. Jahrhundert, seit dem 13. Juli 1926 als Monument historique eingestuft[1]

## Belege
1. ↑  Kirche Saint-Blaise in der Base Mérimée des französischen Kulturministeriums (französisch)